# Florien Reesink
Florien Reesink (Borne, 9 juni 1998) is een Nederlands volleybalspeelster. Ze kwam in Nederland uit voor Talentteam Papendal, Sliedrecht Sport en VV Apollo 8. Van 2022 tot 2023 kwam Reesink uit voor het Duitse USC Potsdam. Deze club verruilde ze in 2023 voor het Zwitserse Genève Volley. Sinds 2024 komt Reesink weer in Duitsland uit voor MTV Stuttgart.

## Carrière
Florien Reesink begon haar carrière bij Talentteam Papendal in Arnhem. Hierna kwam ze een aantal jaren uit voor Sliedrecht Sport in Sliedrecht. Ze kwam vervolgens uit voor VV Apollo 8 uit haar geboorteplaats Borne. In 2022 tekende ze, na maanden clubloos te zijn geweest, een contract bij het Duitse USC Potsdam. Na één seizoen verliet ze deze club alweer voor het Zwitserse Genève Volley. Nadat haar contract afliep, maakte Reesink de overstap naar het Duitse MTV Stuttgart.
Reesink komt ook uit voor de Nederlandse volleybalploeg. In 2022 werd ze opgenomen in de selectie voor het WK 2022. Op dit eindtoernooi wist Nederland niet tot de kwartfinales te geraken. In 2024 wist Nederland via een topklassering op de wereldranglijst zich te plaatsen voor de Olympische Spelen van 2024. Op 6 juli 2024 werd bekend dat Reesink door bondscoach Felix Koslowski was opgenomen in de selectie van Nederland op de Olympische Spelen.
Sarah van Aalen · Indy Baijens · Britt Bongaerts · Anne Buijs · Nika Daalderop · Elles Dambrink · Marrit Jasper · Jolien Knollema · Juliët Lohuis · Celeste Plak · Florien Reesink · Eline Timmerman